# 波列斯瓦夫四世

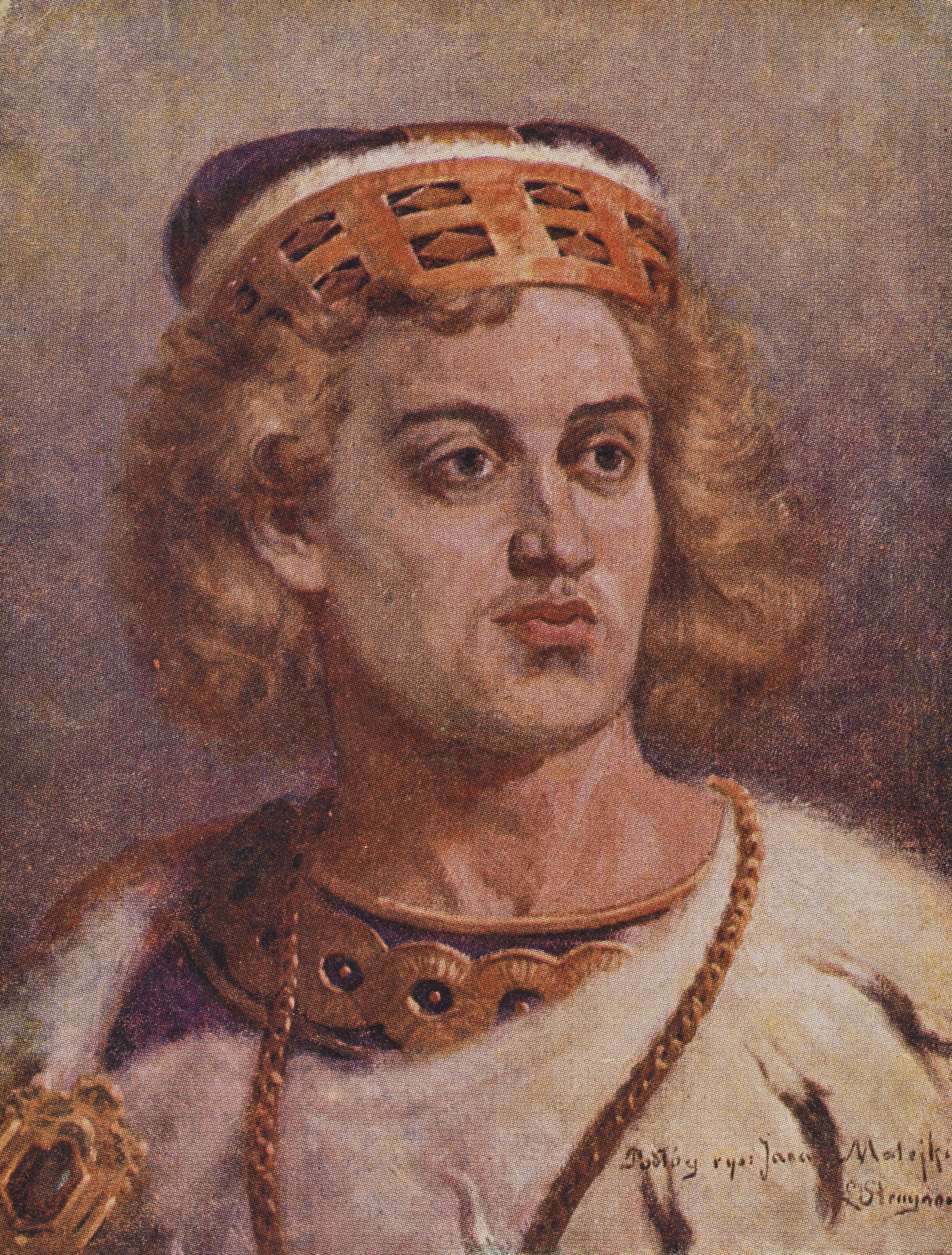
波列斯瓦夫四世

波列斯瓦夫四世（卷发）（波蘭語：Bolesław IV Kędzierzawy，1125年—1173年）1146年起为克拉科夫大公（波兰地位最高的领主）。波兰公爵波列斯瓦夫三世之次子。母親為波列斯瓦夫三世的第二任妻子柏格的薩洛美婭。

## 分割波蘭
1138年，父親波列斯瓦夫三世逝世，根據其遺囑，采取“長子繼承法”，同父異母的兄長瓦迪斯瓦夫二世成為波蘭大公，作為掌握波蘭最高權力者。他擁有富饒的西里西亞、東部大波蘭、小波蘭、部分庫亞維、謝拉茲文奇察地區，成為西里西亞公爵及稱為克拉科夫大公；身為次子的波列斯瓦夫四世得到了馬佐夫舍和庫亞維，成為馬佐夫舍公爵；三弟梅什科三世在這波分封中，除了原本就已分得的波茲南外，又根據遺囑分得格涅茲諾、卡利什等地，成為大波蘭公爵；四弟亨利分得桑多梅日；遺孀柏格的薩洛美婭分得文奇察；而幼弟卡齊米日二世因為出生於他父親去世的同年，波列斯瓦夫三世在他的遺囑中沒有規定卡齊米日可以分得任何公爵領地。1140年，作為波蘭大公的瓦迪斯瓦夫二世很快地就為了後母柏格的薩洛美婭的采邑文奇察，與異母弟們產生糾紛。1141年，柏格的薩洛美婭在文奇察與其所生諸子會商，決定將其女艾格妮斯(Agnes)嫁予基輔大公弗謝沃洛德二世，以作為諸子對抗瓦迪斯瓦夫二世的外援。瓦迪斯瓦夫二世察知有異，因此迅速採取行動，干預了這樁婚事，向基輔大公弗謝沃洛德二世提出替代方案，由其長子弗次瓦夫公爵波列斯瓦夫一世迎娶其女茲溫斯拉娃。基輔大公弗謝沃洛德二世在斟酌利害後，決定捨棄薩洛美婭諸子，與瓦迪斯瓦夫二世合作。薩洛美婭諸子對其兄長的首次謀叛計劃，最終遭到粉碎。
1144年7月27日，柏格的薩洛美婭去世後，瓦迪斯瓦夫二世打算將文奇察收歸己有。波列斯瓦夫四世與梅什科三世再度表示反對，他們意圖將文奇察交給幼弟卡齊米日二世。然而瓦迪斯瓦夫二世並不同意，隨後內戰就此爆發。瓦迪斯瓦夫二世在得到基輔大公的支援下，將弟弟們擊敗。
然而，瓦迪斯瓦夫二世推動國家統一的計劃，引起其他諸侯的反感。西里西亞督軍彼德‧沃斯托維奇為了維持權位，選擇支持公爵們對抗瓦迪斯瓦夫二世。在瓦迪斯瓦夫二世之妻巴奔堡的艾格妮斯策劃下，瓦迪斯瓦夫二世將彼德‧沃斯托維奇誘捕。彼德‧沃斯托維奇雖然沒有因為叛國罪而被處死，但卻被瓦迪斯瓦夫二世處以刺瞎雙眼、弄啞後流放海外的酷刑。彼德‧沃斯托維奇倒台後，逃到基輔。雖然彼德‧沃斯托維奇已成殘廢，但他的復仇之心卻十分熾烈，從他逃到基輔宮廷起，他便積極謀劃促使波蘭大公瓦迪斯瓦夫二世垮台的陰謀。
1146年，瓦迪斯瓦夫二世的弟弟們第三度發起叛亂，由於基輔大公國自身正面臨困難，瓦迪斯瓦夫二世無法如同前兩次一樣，獲得來自基輔的援助，甚至還得派其長子"高個子"波列斯瓦夫一世領軍支援基輔大公弗謝沃洛德二世。為了彌補無法自基輔大公國得到支援，瓦迪斯瓦夫二世便轉向德意志國王康拉德三世宣誓效忠，以換取援助。起初，這樣的計劃似乎是十分順利的。發動叛亂的波列斯瓦夫四世與梅什科三世為其所敗，逃往波茲南固守，叛亂眼見就將如同前兩次一樣平息。然而，瓦迪斯瓦夫二世與教會關係的破裂，瞬時讓他的優勢被逆轉。格涅茲諾大主教雅各布)以其殘酷地對待彼德‧沃斯托維奇為由將他開革教籍，從而引發一連串對他暴政不滿的反叛。1146年5月，瓦迪斯瓦夫二世遭到徹底擊敗，為了保住性命，他只能迅速流亡海外。自此波蘭大公的位置，便由其弟波列斯瓦夫四世取而代之。

## 統治波蘭
波列斯瓦夫四世兼併了瓦迪斯瓦夫二世统治的克拉科夫及西里西亞，成為波蘭的最高領袖克拉科夫大公。雖然康拉德三世試圖使之復位，但終究沒能成功，他的大軍在與波蘭邊界的奧得河附近被擊敗。最後康拉德三世接受了波列斯瓦夫四世向他的臣服，便將其注意力轉到準備十字軍運動上。1147年，正當康拉德三世領導第二次十字軍在利凡特作戰的同時，梅什科三世則投身於波羅的海地區的文德十字軍，與安哈爾特伯爵「大熊」阿爾布雷希特、邁森侯爵「偉大的」康拉德併肩作戰。透過這次的合作，波列斯瓦夫四世與梅什科三世將其妹朱迪斯嫁給了「大熊」阿爾布雷希特之子奧托一世，他們因此與之建立起密切的同盟關係。
由於波蘭大公之位的爭議，波列斯瓦夫四世於是透過其在德意志的盟友「大熊」阿爾布雷希特與「偉大的」康拉德於1152年的梅澤堡帝國議會中，向新當選的國王腓特烈一世提出交涉。然而，波列斯瓦夫四世卻違反親自出席議會的承諾，不過由於當時腓特烈一世正忙於鞏固其對義大利王國的統治與加冕問題，因此一時無心處理東方事務。直到1157年，成為神聖羅馬帝國皇帝的腓特烈一世終於從義大利騰出手來，於是他便藉口要解決波蘭大公爭位的懸案，大舉入侵波蘭。波列斯瓦夫四世以下諸王公不敵，紛紛向皇帝請降，承認其最高權威。然而卻沒有為瓦迪斯瓦夫二世復位，只是協議讓瓦迪斯瓦夫二世的兩名兒子弗次瓦夫公爵波列斯瓦夫一世及「跛子」梅什科四世取回西里西亞統治權。直至1163年，波列斯瓦夫一世及梅什科四世才取回西里西亞的統治權。波蘭大公國因此成為帝國臣屬，波列斯瓦夫四世除了為此向皇帝繳納大筆貢金，更承諾將支援皇帝在義大利的戰事。為了保證履約，波蘭大公波列斯瓦夫四世還將幼弟卡齊米日二世交出，以作為人質。然而，當皇帝腓特烈一世在1159年深陷義大利戰場時，波列斯瓦夫四世卻又毀約不遵守協議。
1166年，梅什科三世兄弟投身於普魯士十字軍，其弟桑多梅日公爵亨利戰死。亨利生前曾擬遺囑，打算在其逝世後，傳位給沒有領地的幼弟卡齊米日二世。然而，當亨利陣亡後，波列斯瓦夫四世卻不理會亨利的遺囑，逕自將桑多梅日公國收歸己有。波列斯瓦夫四世橫奪遺產之舉，引起卡齊米日二世的不滿，因而發動叛亂，而梅什科三世也與大貴族賈克薩‧格魯菲達、彼德‧沃斯托維奇之子斯維亞托斯拉夫、格涅茲諾大主教揚一世、克拉科夫主教傑德科一起，給予叛軍支持。1168年，叛軍群集於延傑尤夫，推舉梅什科三世為波蘭大公，並推舉卡齊米日二世為桑多梅日公爵。波列斯瓦夫四世雖然沒有將叛軍擊垮，但反叛也未能成功。最後雙方議和，波列斯瓦夫四世同意將桑多梅日公國三分，由三兄弟各分一部。
1172年，弗次瓦夫公爵波列斯瓦夫一世偏愛幼子，意圖將其幼子「大鬍子」亨里克一世 (下西里西亞)立為唯一繼承人，排除長子的繼承權。為此波列斯瓦夫一世將雅羅斯拉夫送至德意志的修道院出家，然而雅羅斯拉夫並不甘心喪失繼承權，因此他潛返國內，並設法取得叔公梅什科三世的幫助，發起捍衛繼承權的內戰。波列斯瓦夫四世為了防止神聖羅馬帝國藉機干涉波蘭事務，因此他迅速派遣梅什科三世前往馬格德堡與皇帝商議，除向皇帝致贈大量金錢外，更向皇帝承諾將會迅速解決國內的糾紛。受此內外環境影響，弗次瓦夫公爵波列斯瓦夫一世只好屈服於其叔父波列斯瓦夫四世的壓力，將西利西亞領地分割為三份：除由自己統治的弗次瓦夫公國，將奧珀倫公國分給長子奧珀倫公爵雅羅斯拉夫外，還另外分割了拉齊布日公國給了弟弟「跛子」梅什科四世。
1173年4月3日，波列斯瓦夫四世病故，根據兄終弟及的傳統，梅什科三世繼任為波蘭大公及克拉科夫大公。

## 家庭
1137年，波列斯瓦夫與維什哥羅德王公弗謝沃洛德的女兒薇雅切絲拉瓦結婚，兩人共有2子1女：
1. 波列斯瓦夫，早逝
2. 女兒，早逝
3. 萊謝克